# F-Zero X
F-Zero X (エフゼロ エックス?, F-ZERO X) è un videogioco del genere simulatore di guida pubblicato nel 1998 da Nintendo per Nintendo 64. Prodotto da Shigeru Miyamoto, il videogioco segna il ritorno in occidente della serie F-Zero dopo otto anni dall'uscita di F-Zero per Super Nintendo. Pubblicato il 14 luglio 1998 in Giappone e in seguito distribuito in America Settentrionale il 26 ottobre e il 6 novembre in Europa, il titolo è stato convertito per iQue Player e distribuito in Cina solamente nel 2004. Nel 2007 il videogioco è stato distribuito tramite Virtual Console per Wii.
Primo videogioco della serie sviluppato in computer grafica 3D, presenta un elevato frame rate, raggiungendo i 60 FPS. Sviluppato da alcuni programmatori appartenenti allo stesso team di Wave Race 64, il videogioco ha venduto 56,457 copie nella prima settimana di lancio in Giappone.

## Modalità di gioco
F-Zero X riprende le caratteristiche presenti in F-Zero. Il giocatore deve guidare delle macchine futuristiche attraverso delle piste sospese nel vuoto. La macchina possiede una quantità limitata di energia, che cala se ci si scontra con il guardrail o contro le altre vetture. Dopo aver effettuato un giro di pista, la macchina disporrà di una piccola accelerazione, chiamata booster. Il booster è, ovviamente, limitato in quanto consuma l'energia della vettura.
Nel gioco vi sono disponibili diverse modalità. La prima, chiamata Grand Prix, consente al giocatore di gareggiare contro gli altri piloti di F-Zero in dei campionati, suddivisi ognuno in sei piste. Time Trial, nel quale il giocatore deve effettuare i giri di pista in minor tempo, Death Race, in cui bisogna eliminare le vetture degli altri concorrenti, e infine Practice, utile per allenarsi liberamente.
Inoltre esiste una modalità multigiocatore dove è possibile sfidare fino a quattro avversari.

## F-Zero X Expansion Kit
Il 21 aprile 2000 in Giappone è stato distribuito l'F-Zero X Expansion Kit per Nintendo 64DD, prima cartuccia in assoluto per la periferica del Nintendo 64. L'espansione aggiungeva 12 nuovi tracciati, un editor di livelli, un creator di veicoli e nuove tracce della colonna sonora.